# Gnophopsodos gnophosaria
Gnophopsodos gnophosaria là một loài bướm đêm trong họ Geometridae.